# La Chapelle-Montmartin
La Chapelle-Montmartin – miejscowość i gmina we Francji, w Regionie Centralnym, w departamencie Loir-et-Cher.
Według danych na rok 1990 gminę zamieszkiwało 329 osób, a gęstość zaludnienia wynosiła 31 osób/km² (wśród 1842 gmin Regionu Centralnego La Chapelle-Montmartin plasuje się na 817. miejscu pod względem liczby ludności, natomiast pod względem powierzchni na miejscu 1118.).